# Evert Jan Ligtelyn
Evert Jan Ligtelyn oder Evert Jan Ligtelijn (geboren 13. November 1893 in Amsterdam; gestorben 26. Dezember 1975 in Laren) war ein niederländischer Maler.

## Leben
Ligtelyn war ein Sohn von Jan Theodorus Ligtelijn (* 4. März 1853) und dessen Frau Steventje (geborene Stap; * 18. Dezember 1857). Er war Autodidakt und unternahm mehrere Auslandsreisen, beispielsweise nach Mittel-, Nord- und Südamerika, wo er seine Bilder gelegentlich mit unterschiedlichen Pseudonymen wie „Pe Lucia“ signierte. Er  arbeitete zeitweise auch in Italien und auf den Kanarischen Inseln, war in der zweiten Hälfte des 20. Jahrhunderts in Amsterdam ansässig, war aber auch in Amstelveen, De Vechtstreek, Gorssel, Kortenhoef und Naarden aktiv. Er „arbeitete viel für die großen Niederländischen Schifffahrtsgesellschaften.“ Zu seinen Motiven zählten mediterrane Szenen, Flussansichten, Seestücke und Stadtansichten von Amsterdam in sommerlicher und winterlicher Atmosphäre. Einige seiner mediterranen Werke fertigte er mit einem Malmesser an.
Am 9. Dezember 1931 heiratete er in Amsterdam im Alter von 38 Jahren die 23-jährige Elisabeth (geborene Jongeling) eine Tochter des Dekorationsmalers Adrianus Jongeling und dessen Frau Geertruida (geborene Verweij). Die Ehe wurde am 29. März 1934 geschieden. Im Alter von 43 Jahren vermählte er sich am 30. April 1937 in Naarden mit der 42-jährigen Künstlerin Anna Grietje Elisabeth (geborene Jansen) aus Deventer, einer Tochter von Willem Jansen und dessen Frau Hendrika (geborene van der Worp; † 19. Oktober 1965), von der er am 11. August 1960 ebenfalls wieder geschieden wurde.

## Werke (Auswahl)
- An der Küste von Las Palmas
- Loenen aan de Vecht
- Barge on the river Vecht
- View of the Dorpsbrug and Church of Loenen Along
- Blumenstelleben
- Gracht met bruggetje te Brugge